# AACTA alla miglior sceneggiatura internazionale
L'AACTA alla miglior sceneggiatura internazionale (AACTA International Award for Best Screenplay) viene assegnato dal 2012 alla sceneggiatura di un film non australiano votato come migliore dall'Australian Academy of Cinema and Television Arts.

## Vincitori e candidati

### Anni 2010-2019
- 2012
  - J. C. Chandor - Margin Call
  - George Clooney, Grant Heslov e Beau Willimon - Le idi di marzo (The Ides of March)
  - Woody Allen - Midnight in Paris
  - Michel Hazanavicius - The Artist
  - Alexander Payne, Nat Faxon e Jim Rash - Paradiso amaro (The Descendants)
  - Lynne Ramsay e Rory Kinnear - ...e ora parliamo di Kevin (We Need to Talk About Kevin)
  - Lars von Trier - Melancholia
  - Steven Zaillian, Aaron Sorkin e Stan Chervin - L'arte di vincere (Moneyball)
- 2013
  - Quentin Tarantino - Django Unchained
  - Chris Terrio - Argo
  - Tony Kushner - Lincoln
  - Paul Thomas Anderson - The Master
  - David O. Russell - Il lato positivo - Silver Linings Playbook (Silver Linings Playbook)
  - Mark Boal - Zero Dark Thirty
- 2014
  - Eric Warren Singer e David O. Russell -  American Hustle - L'apparenza inganna (American Hustle)
  - John Ridley - 12 anni schiavo (12 Years a Slave)
  - Woody Allen - Blue Jasmine
  - Joel ed Ethan Coen - A proposito di Davis (Inside Llewyn Davis)
  - Kelly Marcel e Sue Smith - Saving Mr. Banks
- 2015
  - Alejandro González Iñárritu, Nicolás Giacobone, Alexander Dinelaris Jr. e Armando Bó - Birdman
  - Richard Linklater - Boyhood
  - Wes Anderson - Grand Budapest Hotel (The Grand Budapest Hotel)
  - Graham Moore - The Imitation Game
  - Damien Chazelle - Whiplash
- 2016
  - Tom McCarthy e Josh Singer - Il caso Spotlight (Spotlight)
  - Phyllis Nagy - Carol
  - Alex Garland - Ex Machina
  - Drew Goddard - Sopravvissuto - The Martian (The Martian)
  - Aaron Sorkin - Steve Jobs
- 2017
  - Kenneth Lonergan - Manchester by the Sea
  - Andrew Knight e Robert Schenkkan - La battaglia di Hacksaw Ridge (Hacksaw Ridge)
  - Taylor Sheridan - Hell or High Water
  - Damien Chazelle - La La Land
  - Luke Davies - Lion - La strada verso casa (Lion)
- 2018
  - Martin McDonagh - Tre manifesti a Ebbing, Missouri (Three Billboards Outside Ebbing, Missouri)
  - Luca Guadagnino - Chiamami col tuo nome (Call Me by Your Name)
  - Christopher Nolan - Dunkirk
  - Greta Gerwig - Lady Bird
  - Jordan Peele - Scappa - Get Out (Get Out)
- 2019
  - Deborah Davis e Tony McNamara - La favorita (The Favourite)
  - John Krasinski, Bryan Woods e Scott Beck - A Quiet Place - Un posto tranquillo (A Quiet Place)
  - Spike Lee, David Rabinowitz, Charlie Wachtel e Kevin Willmott - BlacKkKlansman
  - Anthony McCarten - Bohemian Rhapsody
  - Alfonso Cuarón - Roma

### Anni 2020-2029
- 2020[2][3]
  - Taika Waititi - Jojo Rabbit
  - Quentin Tarantino - C'era una volta a... Hollywood (Once Upon a Time... in Hollywood)
  - Todd Phillips e Scott Silver - Joker
  - Bong Joon-ho e Han Ji-won - Parasite (Gisaengchung)
  - Steven Zaillian - The Irishman
- 2021[4][5]
  - Aaron Sorkin - Il processo ai Chicago 7 (The Trial of the Chicago 7)
  - Christopher Hampton e Florian Zeller - The Father - Nulla è come sembra (The Father)
  - Jack Fincher - Mank
  - Chloé Zhao - Nomadland
  - Emerald Fennell - Una donna promettente (Promising Young Woman)